# Kuwolu
Kuwolu is een bestuurslaag in het regentschap Malang van de provincie Oost-Java, Indonesië. Kuwolu telt 4657 inwoners (volkstelling 2010).